# Filippus Simonsson
Filippus Simonsson (?-1217) was een Noorse aristocraat en troonpretendent en tegenkoning (1207-1217) van de Bagli-partij in Noorwegen. Hij was de laatste van de tegenkoningen tijdens de periode van burgeroorlogen in de Noorse geschiedenis, die duurde van 1130 tot 1217.
Filippus Simonsson was een zoon van Simon Karason (-1190) en Margret Arnadotter. Zijn moeder was een halfzuster van koning Inge II Kromrug en een zus van Nicolaas Arnason, de bisschop van bisdom Oslo en een grote opponent van koning Sverre van Noorwegen.
Filippus vocht al samen met tegenkoning Jon Kuvlung in de 1180'er jaren tegen koning Sverre van Noorwegen. In 1196 zou bisschop Nicolaas van Oslo en zijn medestanders de Bagli-partij stichten, om zo een verenigd blok te vormen tegen Sverre en de Birkebeiner-groepering, met Inge Magnusson als hun koningskandidaat. Dit leidde tot de eerste Bagli-oorlog. De Bagli waren voortdurend in gevecht met de Birkebeiners en Sverre, tot deze in 1202 zou overlijden, zonder dat een van beide partijen in staat was een doorslaggevende overwinning te boeken. Sverre werd opgevolgd door zijn zoon Haakon Sverresson die een verzoening met de kerk tot stand bracht. Verstoken van de belangrijke steun van de kerk viel de Bagli-partij uiteen.

## Filippus als Jarl
In 1204 zou koning Haakon III onverwachts overlijden en de Birkebeiner-partij kozen de nog jonge Guttorm als hun koning die nog in hetzelfde jaar zou sterven en op zijn beurt werd opgevolgd door Inge II van Noorwegen, maar de werkelijk macht lag bij de jarl Haakon 'Galen' ('de Gekke'). Als antwoordt hierop zou de oude Bagli-partij hun legers opnieuw verenigen, ditmaal met de steun van koning Waldemar II van Denemarken. Bisschop Nicolaas trachtte nu Filippus, zijn oomzegger, tot koning van de Bagli's te laten kiezen. De partij had hiertegen bezwaren, waarvan het belangrijkste was dat hij geen afstammeling was van de Noorse koninklijke lijn. De vermeende zoon van Magnus V, Erling Steinvegg, werd op het Ding van Tønsberg in zijn plaats tot de Bagli-koning gekozen. Filippus kreeg de titel van jarl toebedeeld, de hoogste positie onder die van koning. Dit was het begin van de tweede Bagli-oorlog. De Bagli's verwierven spoedig weer de macht over het Viken-gebied rond Oslo en Tønsberg, terwijl de Birkebeiners onder koning Inge (II) de controle hadden over Trøndelag met Nidaros als centrum, en de macht in het westen van Noorwegen, rond Bergen, enkele keren tussen deze twee partijen werd gewisseld. Hoewel in de woedende strijd beide partijen aanvallen zouden plaatsen op hun wederzijdse bolwerken zou geen van beide zegevieren.

## Filippus als Koning
Koning Erling Steinvegg stierf in 1207 en had twee zonen die nog kind waren. De Bagli's overwogen eerst een van de twee tot koning te kiezen, maar bisschop Nicolaas wist nu wel met succes Filippus' kandidatuur te bewerkstelligen. Filippus zou de steun van de vrije boeren verwerven tegen de militaire leiders van de Bagli en op het Ding van Sarpsborg werd hij tot de Bagli-koning gekozen. Filippus zette de oorlog tegen de Birkebeiners voort en veroverde in 1207 kasteel Sverresborg in Bergen. Filippus zou Sverresborg weer moeten prijsgeven en moest later dat jaar een succesvolle aanval van de Birkebeiners op zijn eigen bolwerk in Tønsberg ondergaan.
In de herfst van 1207 zouden aartsbisschop Tore van Nidaros en bisschop Nicolaas van Oslo onderhandelingen beginnen om tot een akkoord tussen de beide strijdende partijen te komen. Het lukte hen om in de herfst van 1208 een ontmoeting tussen Inge (II), Haakon 'Galen' en Filippus in Kvitsøy in Rogaland te bewerkstelligen. De drie kwamen tot een overeenkomst waarbij Filippus akkoord ging om zijn koningstitel en zijn koninklijke zegel op te geven. Hij zou wel in oostelijk Noorwegen, het Viken-gebied, blijven regeren, behalve Bohuslän, nu met de titel jarl onder koning Inge. Jarl Haakon 'Galen' zou de macht in westelijk Noorwegen, het gebied rond Bergen, krijgen. Inge zou direct regeren over Trøndelag en de enige koning over geheel Noorwegen zijn. Om het verdrag te bezegelen zou Filippus in 1209 trouwen met Christina, een nicht van Inge en een dochter van koning Sverre. Zij zou in 1213 overlijden tijdens de bevalling van hun eerste kind. Ook het kind zou kort daarop sterven. Filippus zou geen kinderen meer krijgen.
Filippus zou de rest van zijn leven in oostelijk Noorwegen blijven regeren, en de bereikte vrede hield stand. Niettemin zou Filippus de bereikte akkoorden niet nakomen en bleef hij zich koning noemen en behield hij ook de koninklijke zegel.
In april 1217 zou de Birkebeiner-koning Inge II overlijden. Filippus betrachtte onder het vredesakkoord uit te komen en eiste om het koninkrijk te verdelen tussen de beide partijen. Maar nog hetzelfde jaar, in de herfst van 1207, werd Filippus ziek en zou overlijden. Het jaar daarop, 1208, zou de Birkebeiner-koning Haakon Håkonsson ook door de Bagli-partij erkend worden al hun koning. Dit betekende dat aan de verdeeldheid in Noorwegen een einde was gekomen.